# Sabot (calzatura)

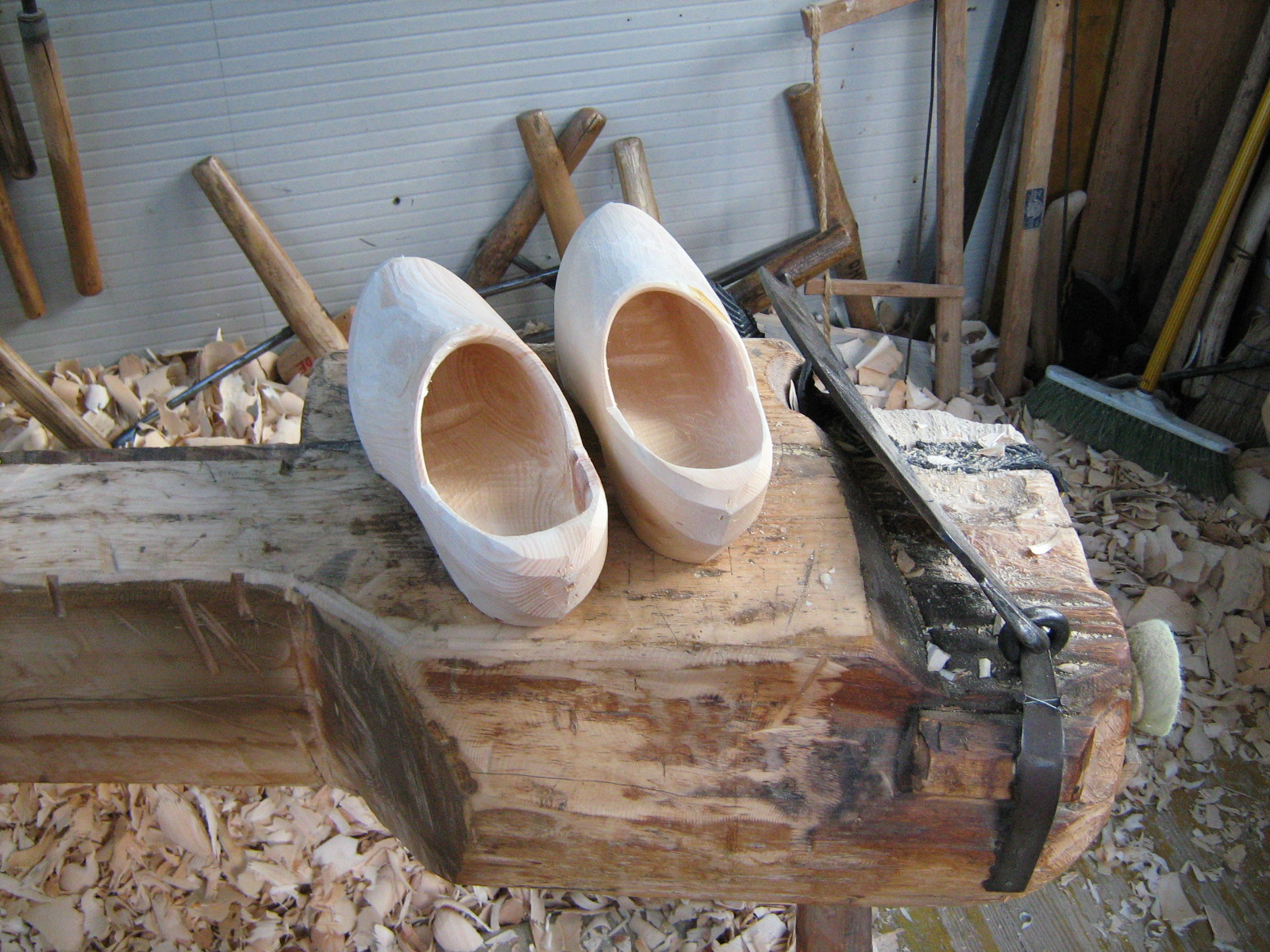
Un paio di sabot

I sabot (pron. "sabò", in patois francoprovenzale di Ayas, tsabò, tsôque o onguìn) sono calzature in legno tipiche della Valle d'Aosta, e in particolare di Ayas.

## Storia
Di antica e sconosciuta origine esse venivano realizzate in Belgio e Paesi Bassi, nella zona del Massiccio del Giura, lungo i Pirenei e più in generale nella Francia settentrionale oltre alla Valle d'Aosta. Esemplari quasi identici si ritrovano nell'Encyclopédie di Diderot. Pochissimi possedevano i souliers, utilizzati solo in occasioni particolari come la compilazione della lista delle nozze o al matrimonio stesso. 

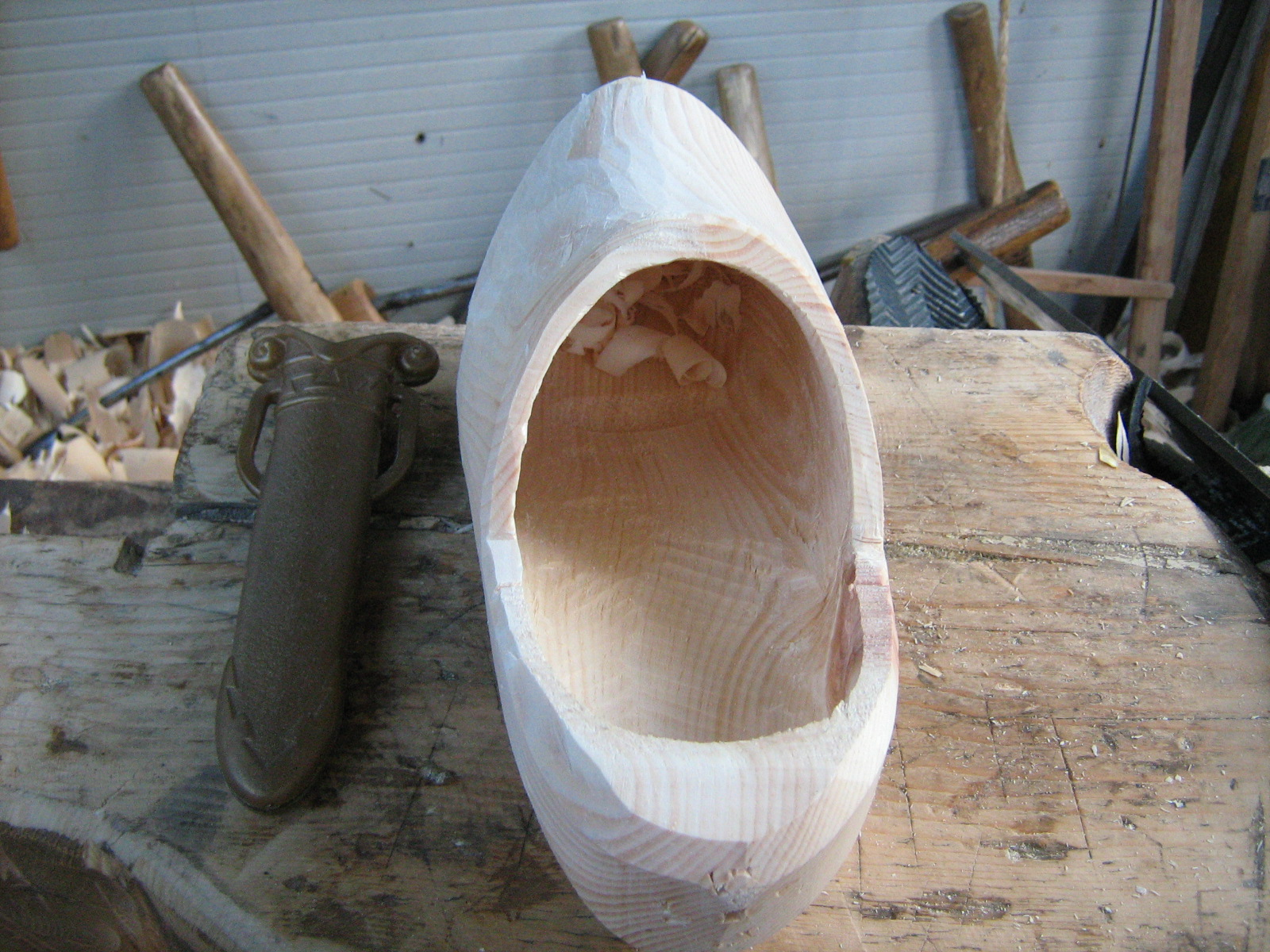

Si usava lavorare in due, uno era dedito alla parte interna l'altro a quella esterna. Si riuscivano a realizzare dodici paia di sabot al giorno, nel 1894 costavano 8,5 / 9 Lire - 6 / 6,5 Lire (a seconda della misura media o grande), che corrispondono a circa 25 € e 18 €. Il pino cembro e l'abete venivano preferiti al pino silvestre che procurava dolori al piede.
Nel XIX secolo le modifiche operate da Borbey di Aosta nelle macchine che producevano i sabots permise un aumento della produzione, ma la domanda calò dal 1950 in poi, preferendo stivali e scarpe in gomma. In tempi recenti, artigiani realizzano i Tsoquin, sabot che si vendono come souvenir.

## I sabotier

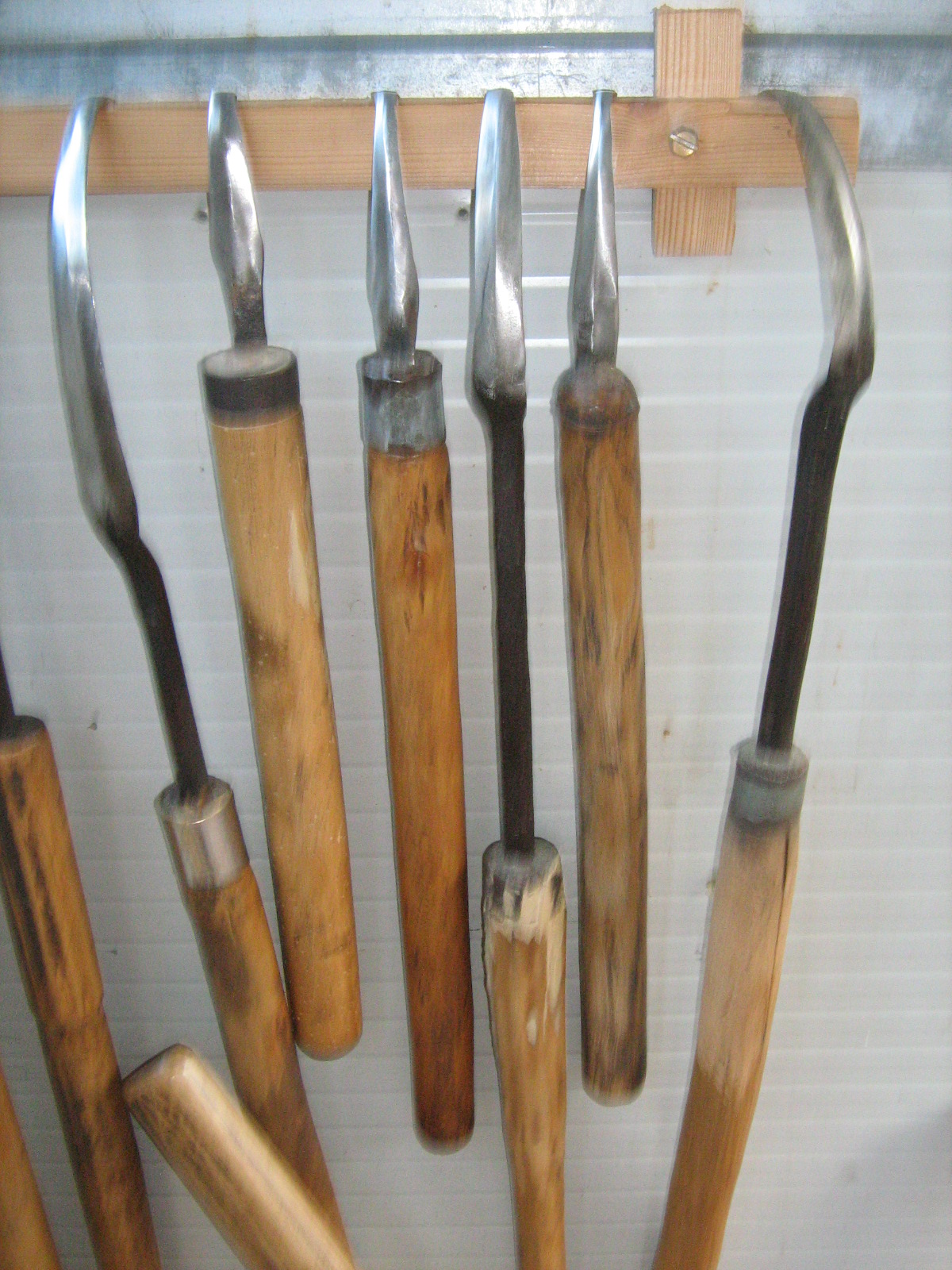
Strumenti del sabotier

Il sabotier (pron. "sabotié") è l'artigiano che produce i sabot. Una volta il legno veniva scavato "a mano e scalpello", mentre oggi ci sono le frese che li producono in serie a partire da un modello.
Su un cartchôt, un particolare cavalletto, si taglia il tronco a seconda della lunghezza voluta per il sabot. Si ricavano così due grossi pezzi di legno che vengono immediatamente sgrossati con un piolet, ossia un'accetta. A questo punto il lavoro si sposta sul banc di tsôque, il banco di lavoro, dove si continua a dare forma alla calzatura: questo passaggio si chiama échapolà. È ora possibile scavare la parte interna del sabot mediante una Travéla, un succhiello con punta a vite a cui si imprime un movimento rotatorio. Questa fase, contrariamente a quanto si può pensare, è la parte più semplice del lavoro. Malgrado ciò, non era raro che gli apprendisti bucassero la parte anteriore dei loro primi sabot. Per le rifiniture nella parte interna si utilizza invece la lénguetta, uno scalpello a foglia. A questo punto si realizza il tallone e la punta con un coltello da banco. Per rifinire meglio l'esterno del sabot si usa l'inconfondibile coutél dè dove man, coltello a due mani, un attrezzo molto particolare che richiede anche un'apposita protezione, la pétsa, un semplice pezzo di legno legato alla vita con una correggia. Nell'ultima fase della lavorazione si modella gli orli dell'entrata mediante un coutel dréit, un coltello a lama fissa. I nuovi sabot vengono numerati con un créyón di tsôque, un'apposita matita. Infine, per rendere più robusta e durevole la calzatura, si fa passare del filo di ferro nell'orlo dell'entrata mediante un resséón di tsôque, un particolare seghetto.